# Morbegno

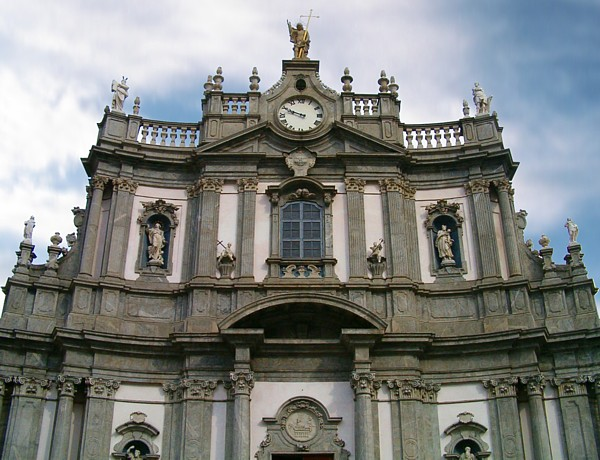

Morbegno is een gemeente in de Italiaanse provincie Sondrio (regio Lombardije) en telt 11.433 inwoners (31-12-2004). De oppervlakte bedraagt 15,4 km², de bevolkingsdichtheid is 739 inwoners per km².
De volgende frazioni maken deel uit van de gemeente: Campovico, Desco, Paniga, Valle.

## Demografie
Morbegno telt ongeveer 4672 huishoudens. Het aantal inwoners steeg in de periode 1991-2001 met 3,0% volgens cijfers uit de tienjaarlijkse volkstellingen van ISTAT.
| Jaar | Inwoneraantal |
| ---- | ------------- |
| 1991 | 10.765        |
| 2001 | 11.087        |

## Geografie
De gemeente ligt op ongeveer 262 m boven zeeniveau.
Morbegno grenst aan de volgende gemeenten: Albaredo per San Marco, Bema, Civo, Cosio Valtellino, Dazio, Talamona, Traona.

## Geboren
- Francesco Gavazzi (1984), wielrenner
- Elena Curtoni (1991), alpineskiester